# Josef Šťáva
Josef Šťáva (* 17. března 1950, Bechyně či Praha[ujasnit]) je český a švýcarský podnikatel, který od roku 1996 vede v roce 2025 ještě neskončenou mnohamiliardovou arbitráž s Českou republikou. Jde o nejdelší obchodní spor v dějinách ČR. Do konce devadesátých let významný mezinárodní zprostředkovatel v oboru výroby a zpracování krevní plazmy. Zakladatel společnosti Diag Human. Je pravnukem správce v zámku Bechyni, který později koupil a ve kterém dnes žije.
V roce 1968 emigroval a dlouhá léta žil ve Švýcarsku.
V roce 1979 získal zpětně povolení k vystěhování a tím svou emigraci zlegalizoval. Díky tomu pak mohl jako obchodník jezdit do ČSSR. Podle dokumentů StB měl v 80. letech vyjednávat s komunistickým Československem o vývozu zbraní do Argentiny, munice a tanků do Iráku, nebo výstavbě továrny na granáty v komunistické Albánii.
Šťáva mezi své nejbližší přátele počítá Miroslava Kalouska. Dokumenty dokládají, že jako ministr financí Kalousek podnikl kroky ve prospěch Šťávy, který usiloval v kauze Diag Human o miliardy korun v arbitráži proti státu, jehož zájmy měl Kalousek hájit.
Poté, co obě strany souhlasily se vstupem do arbitráže, rozhodl soud v roce 2008 ve prospěch Diag Human a přisoudil společnosti přibližně 650 milionů dolarů. 
Od roku 2024 spor stále probíhá a u soudů v Londýně proběhla řada slyšení v této věci. 